# Lasioglossum cassiaefloris
Lasioglossum cassiaefloris là một loài Hymenoptera trong họ Halictidae. Loài này được Cockerell mô tả khoa học năm 1914.

## Hình ảnh

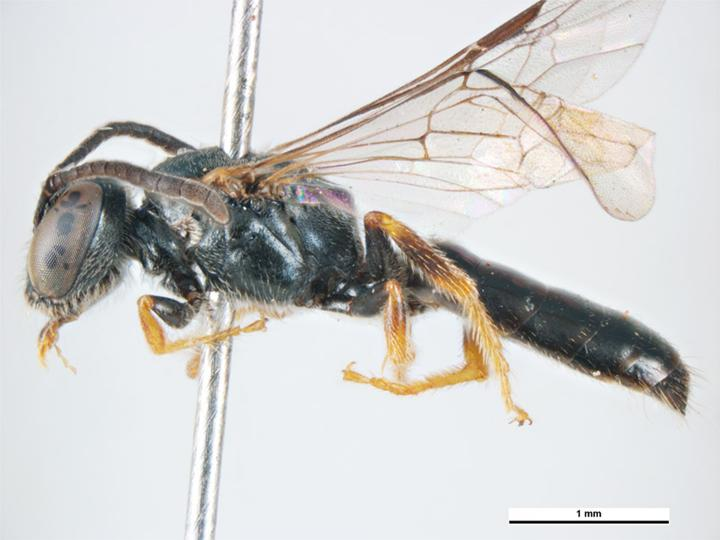